# فلورنس فیور
فلورانس وانیدا فایور (تایلندی: ฟลอเรนซ์ วนิดา เฟเวอร์ ; زاده ۸ ژوئن ۱۹۸۳) بازیگر و مدل فرانسوی و تایلندی است. وی ابتدا کار خود را به عنوان یک مجری نوجوان تلویزیون در تایلند آغاز نمود و بعد هم به عنوان مدلینگ و بازیگری شاخص منصوب شد و اولین فیلم خود را با نقش‌آفرینی در فیلم رنسانس سیام در سال ۲۰۰۴ انجام داد. او بعد هم به ایالات متحده مهاجرت نمود و در چندین فیلم و سریال تلویزیونی نمایان شد.

## زندگی و شغل
فلورنس در بانکوک از پدر فرانسوی و مادر تایلندی متولد شد. او در اکس آن پروانس در فرانسه رشد کرد و درسن ۸ سالگی با خانواده‌اش به تایلند مهاجرت کرد. او درسن ۱۳سالگی به عنوان مجری تلویزیون برای گفت و گوی نوجوانان و برای نوجوانان شروع به کار کرد. یک سال بعد کار مدلینگ را شروع کرد.
بعداز فارغ‌التحصیلی از دبیرستان در تایلند، برای نقش آفرینی در نقش مانیچان، شخصیت اصلی فیلم رنسانس سیام ، انتخابی سینمایی از رمان تاو یوفوب در سال ۲۰۰۴، منتخب شد. این فیلم در آن زمان «دومین تولید بزرگ تایلندی تا کنون» بود. فیور نامزد جایزه جایزه انجمن ملی فیلم تایلند برای بهترین بازیگر زن شد، اما پیروز نشد.
فیور بعداً به نیویورک مهاجرت نمود، مکانی که در ابتدا روی مدلینگ تمرکز کرده بود. او از آن زمان تا به حال در بسیاری از سریال تلویزیونی و فیلم نمایان شده است. جان اندرسون از ورایتی بازی او را در فیلم فیل شاه سپاس گذاری نمود و پیش‌بینی کرد که «یک حرفه امیدوارکننده، نه فقط به خاطر زیبایی تندیس او، بلکه به دلیل توانایی او در هدایت یک نقش و شخصیت مملو از تضادها و انحرافات اخلاقی».
فیور در بسیاری از سریال تلویزیونی، از جمله چگونه آن را در آمریکا بسازیم و پیروی، میهمان بود، پس از اینکه نقش مهمی در وسعت، یک فیلم علمی تخیلی هیجان انگیز داشته باشد. قسمت اول سریال با نمایی از فیور که بدون وزن در یک سفینه فضایی معلق بود آغاز شد. شخصیت فایو، جولی مائو، «زنی باهوش و سرکش از خانواده‌ای ثروتمند که زندگی اصولی سختی را انتخاب می‌کند و درگیر فعالیت‌های خرابکارانه سیاسی می‌شود»، یکی از اعضای ثابت فصل ۱ و ۲، و به عنوان مهمان در فصل ۳ بود.
در فصل پنجم سریال نمایندگان سپر (۲۰۱۷–۲۰۱۸)، فایو در نقش آفرینی «سینارا، جنگجوی کری که مردم را با دو توپ فلزی از می‌کشت» نقش تکراری داشت.
فیلم ۲۰۱۸ آینه آمریکایی، فیور و سوزان ساراندون را در نقش‌آفرینی‌های اصلی به عنوان موزهای شخص اصلی بازی می‌کند.

## فیلم‌شناسی
| سال  | عنوان           | نقش       | یادداشت                                 |
| ---- | --------------- | --------- | --------------------------------------- |
| ۲۰۰۴ | رنسانس سیام     | منیچان    | نامزد جایزه سوفاناهونگ بهترین بازیگر زن |
| ۲۰۰۵ | چوک دی          | کیم       |                                         |
| ۲۰۰۶ | فیل شاه         | لک        |                                         |
| ۲۰۰۸ | تابوت           | دوست زویی |                                         |
| ۲۰۰۹ | گیرنده دل شکسته | شارلوت    |                                         |
| ۲۰۱۸ | زیبایی غمگین    | یو        | نامزد جایزه سوفاناهونگ بهترین بازیگر زن |
| ۲۰۱۹ | موافقت          | دکتر مایا |                                         |

| سال       | عنوان | نقش           | یادداشت             |
| --------- | --- | ------------- | ------------------- |
| ۲۰۰۹      | پادشاهان | منشی داغ      | ۲ قسمت              |
| ۲۰۱۰      | چگونه آن را در آمریکا بسازیم | سلین          | قسمت: "ترد"         |
| ۲۰۱۴      | به شرح زیر | سرنا          | قسمت: "آزادی"       |
| ۲۰۱۴      | خانه آلفا | تیاتا تاکاریا | قسمت: "مسابقه"      |
| ۲۰۱۵–۲۰۱۸ | وسعت | جولی مائو     | ۹ قسمت              |
| ۲۰۱۷      | چندین بار | ناشناس        | قسمت: "خلبان"       |
| ۲۰۱۷      | <a href=". /%DA%AF%D8%A7%D9%88%20%D9%86%D8%B1" rel="mw:WikiLink" data-linkid="undefined" data-cx="{&amp;quot;userAdded&amp;quot;:true,&amp;quot;adapted&amp;quot;:true}">گاو نر</a> | کلودین کافری  | قسمت: "آن را بیاور" |
| ۲۰۱۷–۲۰۱۸ | عوامل SHIELD | سینارا        | ۸ قسمت              |